# Emilie Leibnitz
Emilie Wilhelmine Florentine Leibnitz (* 14. Juni 1817 in Stuttgart; † 13. Januar 1894 ebenda) war eine deutsche Pianistin und Musikpädagogin. Von der württembergischen Prinzessin und späteren Königin der Niederlande, Sophie von Württemberg, wurde sie 1839 zur Hofpianistin ernannt.

## Leben
Emilie Leibnitz’ Eltern waren der Hofsänger, Hofschauspieler und Chordirektor am Stuttgarter Hoftheater, Karl August Leibnitz, und dessen Ehefrau, die Schauspielerin und Opernsängerin Christina, geb. Nicola. Sie wuchs mit einem älteren Bruder, dem Maler Heinrich Leibnitz, in Stuttgart auf.
Ihre erste musikalische Ausbildung erhielt sie bei ihrem Vater. Bereits im Alter von 13 Jahren trat sie erstmals in Stuttgart öffentlich als Pianistin auf und erregte „durch die Delicatesse und äußerste Präcision, womit sie die gewählten Concertstücke vortrug […] bei Kennern viel Aufsehen“.
Ab 1832 setzte Emilie Leibnitz in Wien ihre Ausbildung bei dem Komponisten Franz Xaver Chotek (1800–1852), dem Flötisten und Komponisten Franz Xaver Zierer (1798–1882) sowie dem Pianisten Carl Maria von Bocklet (1801–1881) fort und trat in dieser Zeit einige Male in Wien öffentlich auf, so beispielsweise am 27. April 1834 in einem Konzert ihres Lehrers F. X. Zierer im Wiener Redoutensaal, wo sie unter anderem Variationen von Henri Herz spielte. Nach Stuttgart zurückgekehrt, setzte sie 1834 unter der Aufsicht ihres Vaters die „nach einem bestimmten Plane schon geregelten Studien mit solchem Fleiße fort, daß wir sie nach ein paar Jahren schon zu den besseren Claviervirtuosinnen Deutschlands zählen mußten“.
Bei einer Konzertreise durch Süddeutschland, die sie 1835 und 1836 in Begleitung ihres Vaters unternahm, konzertierte sie in Karlsruhe, Mannheim, Frankfurt a. M., Augsburg und München. Vorzugsweise spielte sie Werke von Mozart, Beethoven und Hummel und gelegentlich Kompositionen von Chopin und Liszt. Nach ihrer Rückkehr erteilte sie – wie schon vor der Konzertreise – soweit ihre eigenen Studien Zeit dazu übrig ließen, in den ersten Häusern Stuttgarts Unterricht im Klavierspiel.
Zu ihren Schülerinnen zählte auch die Prinzessin Sophie von Württemberg. Nachdem diese sich mit ihrem Cousin, dem Erbprinzen von Oranien verheiratet hatte, ernannte sie Emilie Leibnitz 1839 zu ihrer Hofpianistin. Im Gefolge der Prinzessin siedelte Leibnitz von Stuttgart nach Den Haag über. Dort erwarb sie sich „ebenfalls einen bedeutenden Künstlerruf“. Wegen gesundheitlicher Probleme kehrte sie jedoch schon 1840 nach Stuttgart zurück. Im selben Jahr spielte sie abwechselnd mit anderen Künstlern mehrfach für den Dichter Nikolaus Lenau, der aufgrund einer Erkrankung das Haus nicht verlassen konnte: „Abends pflegten abwechselnd der Reihe nach die befreundeten Künstlerinnen Zumsteg, Heinrich, Leibnitz, oder der Pianist Evers sich einzufinden. Die Thüren nach dem Corridor wurden geöffnet, und auch von der zu Lenau’s Stube führenden […] ein Spalt, so daß der Dichter doch die geliebten Melodien nicht entbehren durfte“.
Am 10. April 1841 war Emilie Leibnitz in Stuttgart Taufpatin von Emy Gordon, die später anstelle ihrer ursprünglichen Vornamen „Karoline Albertine Anna“ den Vornamen ihrer Taufpatin „Emilie“ benutzte und ihn zu „Emy“ abkürzte.
Am 17. Juli 1845 heiratete Leibnitz in der Stuttgarter Königlichen Hofkirche den in Rotterdam geborenen niederländischen Maler Anton Braakmann (1811–1870), der als Theatermaler am Hofe des Königs tätig war. Nach ihrer Eheschließung finden sich keine Nachweise über weitere öffentliche Auftritte der Pianistin mehr.
Ihre einzige Tochter Karoline wurde am 10. Dezember 1846 in Stuttgart geboren; diese heiratete später den Ulmer Kreisrichter Gustav Pfizer (1840–1899), einen Sohn des gleichnamigen schwäbischen Schriftstellers. Im August 1870 starb ihr Ehemann im Alter von 58 Jahren.
Emilie Leibnitz starb am 13. Januar 1894 im Alter von 76 Jahren in ihrer Geburtsstadt Stuttgart.